# Тењозо (Леко)
Тењозо је насеље у Италији у округу Леко, региону Ломбардија.
Према процени из 2011. у насељу је живело 28 становника. Насеље се налази на надморској висини од 322 м.